# Moanin' in the Moonlight
Moanin' in the Moonlight е първият дългосвирещ албум (въпреки че всъщност е компилация от издавани преди това сингли) на американския блусмен Хаулин Уулф. През 2003 г. албумът се нарежда на 153-то място в класацията на Ролинг Стоун „500-те най-велики албуми на всички времена“.